# Theologische Literaturzeitung
Die Theologische Literaturzeitung (ThLZ) ist die älteste und umfangreichste Rezensionszeitschrift für die Wissenschaftsgebiete Theologie und Religionswissenschaft im deutschsprachigen Raum. Sie wurde 1876 in Leipzig gegründet, erscheint heute in der Evangelischen Verlagsanstalt (Leipzig) und wird herausgegeben von Christoph Markschies (Berlin) in Verbindung mit einem Fachherausgeberkollegium, dem derzeit acht Theologieprofessorinnen und -professoren deutschsprachiger Evangelisch-Theologischer Fakultäten angehören. Die Redaktion (Annette Weidhas, Elisabeth Neijenhuis) hat ihren Sitz in Leipzig.

## Geschichte
Die Theologische Literaturzeitung wurde 1876 von Emil Schürer unter Mitarbeit von Adolf von Harnack gegründet und im Verlag der J. C. Hinrichs’schen Buchhandlung (Leipzig) herausgegeben.
Im Gründungsaufruf für die ThLZ (Juni 1875) hieß es:
„Die Theologische Literaturzeitung soll soviel als möglich allen Kreisen der protestantischen Theologie Deutschlands dienen. Keine Richtung wird principiell von der Mitarbeit ausgeschlossen sein. Die Beurtheilung der literarischen Erscheinungen soll möglichst sachlich sein, nur die wissenschaftliche Tüchtigkeit, nicht den Parteistandpunkt in’s Auge fassend. Indem aber so die Redaction sich bestreben wird, Allen gerecht zu werden, hofft sie doch zugleich dem Blatte eine einheitliche, charaktervolle Haltung wahren zu können. Die Besprechungen sollen sich über sämtliche Erzeugnisse der wissenschaftlichen Theologie Deutschlands erstrecken. Die Erbauungsliteratur soll wenigstens in einer Auswahl berücksichtigt werden; ebenso in Auswahl die Grenzgebiete der Theologie. Ein besonderes Augenmerk wird die Redaction darauf richten, auch über die wichtigere theologische Literatur des Auslandes möglichst vollständig Bericht erstatten zu können.“
Die ThLZ wurde in einer Zeit gegründet, in der theologische Zeitschriften meist auch Organe einer bestimmten theologischen Richtung waren. In der ersten Zeit war sie stark durch Rezensionen aus der Feder Harnacks und seiner theologischen Freunde geprägt und galt daher als Organ der sogenannten „liberalen Theologie“. Daher stand sie besonders unter dem Konkurrenzdruck des 1880 von Christoph Ernst Luthardt ins Leben gerufenen „Theologischen Literaturblattes“, das streng lutherisch ausgerichtet war, bis es 1943 unter seinem letzten Herausgeber Ernst Sommerlath in die ThLZ einging. Dadurch gelang es, den Anspruch weiter einzulösen, „nicht den [theologischen] Parteistandpunkt in’s Auge“ zu fassen.
Nach Ende des Zweiten Weltkriegs erhielt die Hinrichs’sche Buchhandlung in der sowjetischen Besatzungszone keine Lizenz mehr. Die ThLZ kam zur 1946 gegründeten Evangelischen Verlagsanstalt, die diese Arbeit weiter gefördert hat. Ihr und den jeweiligen Herausgebern ist es zu verdanken, dass die ThLZ nicht in den Wirren der deutschen Zeitgeschichte unterging. 1947, nach gut zwei Jahren kriegsbedingter Publikationspause, nahm sie unter den schwierigeren Verhältnissen der sowjetischen Besatzungszone und der späteren DDR ihre Arbeit wieder auf. Nach der Wiedervereinigung überstand sie die neu aufgekommenen wirtschaftlichen Schwierigkeiten, so dass 1992 von der in Leipzig neu gegründeten Evangelischen Verlagsanstalt der Vertrieb und 1995 von einem neuen Hauptherausgeber eine funktionierende Rezensionszeitschrift übernommen werden konnte.
Die Herausgeber der ThLZ seit 1876
1876–1880 Emil Schürer

1881–1909 Adolf von Harnack, Emil Schürer

1910 Adolf von Harnack, Hermann Schuster, Arthur Titius

1911–1921 Hermann Schuster, Arthur Titius

1921–1930 Emanuel Hirsch

1930–1939 Walter Bauer

1939–1941 Hans-Georg Opitz

1941–1958 Kurt Aland

1958–1983 Ernst Sommerlath

1983–1995 Ernst-Heinz Amberg

1995–2000 Hans Weder

2000–2020 Ingolf U. Dalferth

seit 2020 Christoph Markschies

## Zielsetzung und Aufgabe
Nach Ingolf U. Dalferth (Herausgeber bis 2020) ist heute nicht mehr (wie zu Zeiten der Gründung der ThLZ) die Informationsknappheit das Hauptproblem, sondern die Unübersichtlichkeit verfügbarer Informationen. Die Zeitschrift will angesichts dieser neuen Unübersichtlichkeit zuverlässige Information und präzise Urteile nach transparenten Kriterien bieten, sowohl für die Theologie als auch für die Religionswissenschaft. Die ThLZ kann sich dieser Aufgabe widmen, weil sie seit Zeiten ihrer Gründung kein Organ einer bestimmten Schule ist; begründete, aber unterschiedliche theologische Positionen stehen wohl im Hintergrund einzelner Rezensionen, aber nicht der ganzen Zeitschrift. Dabei bemüht sich die ThLZ seit 1876, neben den wichtigsten theologischen und kirchlichen Strömungen auch die sich wandelnden Diskurse der verschiedenen Fachgebiete einzubinden und in Aufsätzen wie Literaturberichten zusammenfassend darzustellen.
Der Theologischen Literaturzeitung ging es von Anfang an nicht nur um deutschsprachige Publikationen und sie hat sich nicht auf Veröffentlichungen evangelischer Theologie beschränkt. Das Feld der Theologie und Religionswissenschaft ist in den vergangenen Jahrzehnten internationaler geworden und damit ein Zeichen der allgemeinen Globalisierung. Dem trägt die ThLZ unter ihrem Herausgeber Christoph Markschies dadurch Rechnung, dass die Internationalität der rezensierten Titel wie auch der Autorinnen und Autoren, die sie rezensieren, weiter gesteigert wird.
Mehrmals jährlich werden die Neuerscheinungen in den einzelnen Disziplinen vom Herausgebergremium gemeinsam durchgesehen und die anzufragenden Rezensentinnen und Rezensenten bestimmt. Betreut wird diese Arbeit von der Redaktion unter Leitung von Annette Weidhas.

## Herausgebergremium, Aufbau und Erscheinungsweise
Derzeit gehören zum Herausgebergremium:
als Hauptherausgeber Christoph Markschies, Berlin (Kirchengeschichte: Alte Kirche, Mittelalter);
als Fachherausgeber Albrecht Beutel, Münster (Kirchengeschichte: Reformationszeit, Neuzeit, Zeitgeschichte), Christfried Böttrich, Greifswald (Neues Testament, Bibelwissenschaft), Beate Ego, Bochum (Judaistik, Bibelwissenschaft, Altes Testament), Friedhelm Hartenstein, München (Altes Testament, Altertumswissenschaft, Bibelwissenschaft), Ralph Kunz, Zürich (Praktische Theologie, Religionspädagogik), Friederike Nüssel, Heidelberg (Systematische Theologie, Ökumene), Nils Ole Oermann, Lüneburg (Systematische Theologie/Ethik und Sozialphilosophie), Henning Wrogemann, Wuppertal (Religionswissenschaft, Missionswissenschaft).
Die ThLZ erscheint monatlich (im Januar/Februar und Juli/August als Doppelheft) und bespricht nahezu alle wesentlichen Neuerscheinungen der deutschsprachigen Theologie, aber auch eine Fülle von Publikationen aus dem anglo-amerikanischen und skandinavischen Raum sowie u. a. französische, spanische und italienische Titel. Die Rezensionen erscheinen in der Regel auf Deutsch, englisch- und französischsprachige Beiträge sind jedoch ebenfalls möglich. Den Auftakt eines jeden Heftes bildet ein Titelaufsatz, der ein spezielles Thema behandelt. Pro Jahrgang werden über 500 Rezensionen und circa zwölf Aufsätze in der ThLZ veröffentlicht. Hinzu kommt eine Anzahl von Kurzanzeigen, die vom Herausgeberkollegium oder der Redaktion beigetragen werden. Am Ende der jeweiligen Sparten erscheinen zudem in lockerer Folge entsprechende Titelschauen neuerer Literatur, die nicht eigens besprochen werden kann. Außerdem kommen am Ende der Hefte nach Bedarf Literatur- und Forschungsberichte, Kongressberichte, Fakultätsnachrichten, Personalia und Mitteilungen verschiedener Art zum Abdruck.
Der Rezensionsteil ist nach folgenden Sparten gegliedert, von denen in jeder Ausgabe circa zehn zum Druck kommen:
- Allgemeines, Festschriften
- Religionswissenschaft
- Altertumswissenschaft
- Judaistik
- Bibelwissenschaft
- Altes Testament
- Neues Testament
- Kirchengeschichte: Allgemeines
- Kirchengeschichte: Alte Kirche, Christliche Archäologie
- Kirchengeschichte: Mittelalter
- Kirchengeschichte: Reformationszeit
- Kirchengeschichte: Neuzeit
- Kirchengeschichte: 20. Jahrhundert, Zeitgeschichte
- Dogmen- und Theologiegeschichte
- Christliche Kunst und Literatur
- Philosophie, Religionsphilosophie
- Systematische Theologie: Allgemeines
- Systematische Theologie: Dogmatik
- Systematische Theologie: Ethik
- Praktische Theologie
- Religionspädagogik, Katechetik
- Kirchenrecht
- Ökumenik, Konfessionskunde
- Missionswissenschaft

Für die zur Rezension vorgesehenen und von den Verlagen erbetenen Bücher erarbeitet das Herausgeberkollegium entsprechende Rezensentenvorschläge. Dabei werden ausgewiesene Fachleute des Gebietes vorgeschlagen, sowohl international bekannte als auch jüngere Wissenschaftler, die die betreffende Publikation bearbeiten.